# Sechemkare (Wesir)
Sechemkare war ein Prinz der altägyptischen 4. Dynastie. Er war ein Sohn von Pharao Chephren und dessen Gemahlin Hekenuhedjet. Wahrscheinlich während der Regierungszeit von Userkaf und Sahure, der beiden ersten Herrscher der 5. Dynastie, hatte er das Amt des Wesirs inne und war somit der höchste Beamte nach dem König. Als Frau des Sechemkare ist Chufu[…]et bekannt, deren Name allerdings nur unvollständig überliefert ist.

## Sein Grab
Sechemkare gehört das Felsengrab G 8154 (LG 89) auf dem Central Field in Gizeh. Das Grab besteht aus zwei Räumen, die mit zahlreichen Reliefs versehen sind. Der hintere, kleinere Raum enthält über dem Eingang eine Auflistung der Namen von Chephren, Mykerinos, Schepseskaf, Userkaf und Sahure.